# Ilijan Nedkow
Ilijan Donew Nedkow (bułg. Илиян Донев Недков; ur. 18 marca 1958 w Swaleniku) – bułgarski judoka. Brązowy medalista olimpijski z Moskwy.
Zawody w 1980 były jego jedynymi igrzyskami olimpijskimi. Walczył w kategorii poniżej 65 kg (waga półlekka). Był medalistą mistrzostw kontynentu – w 1981 sięgnął po brąz.